# Jacques Camus
Pour les articles homonymes, voir Camus.
Maurice Jacques Yvan Camus est un peintre, graveur, aquafortiste, lithographe et illustrateur Français né à Angers (Maine-et-Loire) le 15 octobre 1893 et mort à Maisons-Laffitte le 25 septembre 1971.

## Biographie
Jacques Camus est élève de l'artiste espagnol Claudio Castelucho à l'Académie de la Grande Chaumière à Paris, puis de Lucien Simon à l'École nationale supérieure des beaux-arts. En 1919, il effectue un voyage en Sicile et réalise des peintures murales au palais Florio.
Jacques Camus se consacre à partir de 1920 à la création dans les arts appliqués et les arts décoratifs, ses travaux majeurs publiés en 1920 et 1922 en portfolios restant représentatifs des mutations qui, prenant l'appellation d'Art déco, suivent immédiatement la Première Guerre mondiale. Il est en 1924 professeur à l'École des arts appliqués à l'industrie. Il se lie d'amitié avec Jean Cocteau, Henri Matisse, Raoul Dufy et Moïse Kisling
Formé à l'astronomie par André Danjon, Jacques Camus s'attache à la Société astronomique de France et plus particulièrement à son observatoire, qui est alors situé à Paris au 28, rue Serpente dans l'hôtel des sociétés savantes. Il en assure le fonctionnement de 1930 à 1939. Il s'y fait l'observateur et cartographe des planètes Vénus, Mars et Jupiter, mais se constitue aussi à Hauteville-la-Guichard un observatoire personnel. C'est par là qu'auprès de Jean Perrin, dans le cadre de l'organisation de l'Exposition universelle de 1937, il collabore à l'agencement du Palais de la découverte.
À partir de 1937, Jacques Camus se forme en autodidacte aux techniques de la lithographie et de l'eau-forte.
Jacques Camus meurt à Maisons-Laffitte le 25 septembre 1971.

## Œuvres

### Peintures murales

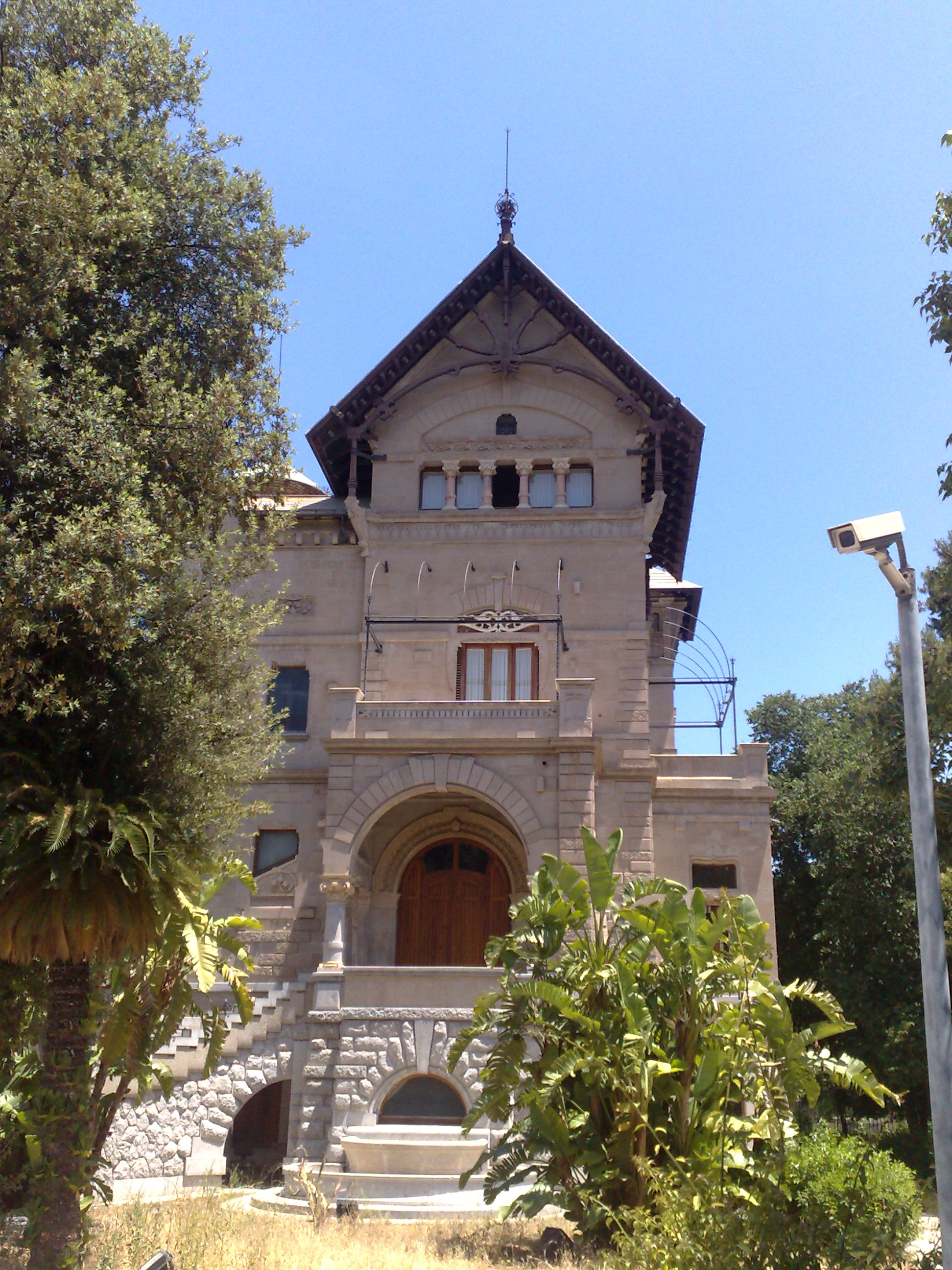
Le palais Florio à Palerme, où œuvra Jacques Camus en 1919.

- Palerme, palais Florio : peintures murales, 1919.
- Paris, Palais de la découverte : Éruptions solaires, 1937, peinture murale.

### Portfolios
- Dessins, planches au pochoir, Éditions A. Calavas, 1920.
- Idées 1, douze planches au pochoir, Éditions A. Calavas, 1922.

### Contributions bibliophiliques
- Denise Aubriot, À mi-voix, illustrations de Jacques Camus, Éditions de la Caravelle, 1936.
- Auguste Bailly, La carcasse et le tord-cou, illustrations de Jacques Camus, tirage de 750 exemplaires, Paris, Éditions du Trèfle, 1947.
- Honoré de Balzac, La Fille aux yeux d'or, eaux-fortes de Jacques Camus, tirage de 200 exemplaires, Paris, Éditions V. de Valence, 1947.
- Emily Brontë (traduction de Henri Picard), Wuthering Heights, dix illustrations en hors-texte et bandeaux de Jacques Camus, Éditions du Panthéon, collection « Pastel », 1948.
- Jules Barbey d'Aurevilly, L'Ensorcelée, lithographie de Jacques Camus, Éditions Les Cent Bibliophiles, 1952.

## Expositions personnelles
- Jacques Camus. Dessins, gravures, Paris, galerie Colette Allendy, mars 1953.
- Exposition non datée : galerie Vibaud, Paris[5].

## Expositions collectives
- Salon d'automne, Grand Palais (Paris), sociétaire en 1921[6].
- Exposition internationale des arts décoratifs, Paris, 1925.
- Exposition universelle, Paris, 1937.
- Participations non datées : Salon des Tuileries, Salon des indépendants, Salon du Trait[2].

## Vente publique
- Néret-Minet et Coutau-Begarie, commissaires priseurs, Vente de l'atelier Jacques Camus, Paris, hôtel Drouot, 4 février 1987[5].

## Collections publiques
- Paris :
  - bibliothèque du musée des Arts décoratifs.
  - département  des estampes et de la photographie de la Bibliothèque nationale de France.
  - musée d'Art moderne de la ville de Paris : La Loire à Chaumont, estampe.

## Récompenses et distinctions
- Médaille d'argent à l'Exposition internationale des arts décoratifs, 1925.
- Prix Bidault de l'Isle, 1930.
- Prix des Dames de la Société astronomique de France, 1934[7].